# Ensemble polaire
Pour les articles homonymes, voir Polaire.
En analyse fonctionnelle et en analyse convexe, le polaire d'une partie {\displaystyle P} d'un espace localement convexe est un convexe fermé de son dual topologique, contenant l'origine et ayant une « relation de dualité » avec {\displaystyle P}. Bien qu'il soit usuellement défini dans le cadre bien plus général de deux espaces en dualité, nous nous limiterons dans cet article au cas d'un espace euclidien, qui s'identifie à son dual.
Énonçons quelques propriétés de cette relation de dualité, de manière à donner une idée de sa nature :
- le polaire du polaire, appelé le bipolaire, d'un convexe fermé {\displaystyle P} contenant l'origine est égal à {\displaystyle P} ;
- le polaire d'un polyèdre convexe contenant l'origine est un autre polyèdre convexe contenant l'origine et les sommets (resp. les faces) du premier sont en bijection avec les faces (resp. les sommets) du second ;
- le polaire de la boule unité fermée de la norme ℓp de ℝn est la boule unité fermée de la norme ℓq, avec 1/p + 1/q = 1.

En géométrie, lorsque {\displaystyle P} est un polyèdre convexe contenant l'origine, on appelle parfois {\displaystyle P^{\circ }} le dual de {\displaystyle P}, mais en analyse convexe cette appellation entre en conflit avec celle du cône dual {\displaystyle P^{+}}, dont la signification est tout autre (sauf si {\displaystyle P} est un cône, auquel cas {\displaystyle P^{\circ }=-P^{+}}).

## Définitions
Le polaire {\displaystyle P^{\circ }} d'une partie {\displaystyle P} d'un espace euclidien {\displaystyle E} est défini par
où {\displaystyle \langle \cdot ,\cdot \rangle } désigne le produit scalaire de {\displaystyle E}.
Exemples
- Le polaire d'un cône est égal à son cône dual négatif ; en particulier, {\displaystyle \{0\}=E}.
- Les boules unité fermées des normes ℓp et ℓq, avec 1/p + 1/q = 1, sont polaires l'une de l'autre ; en particulier (cas p = q = 2), la boule unité fermée de {\displaystyle E} est son propre polaire.
- Dans le plan euclidien, le polaire de la bande {\displaystyle \mathbb {R} \times \left]0,1\right]} est la demi-droite {\displaystyle \{0\}\times \left]-\infty ,1\right]}.

Le bipolaire d'une partie {\displaystyle P} de {\displaystyle E} est le polaire de son polaire. On le note {\displaystyle P^{\circ \circ }:=(P^{\circ })^{\circ }.}

## Propriétés
On désigne ci-dessous l'enveloppe convexe de {\displaystyle P} par {\displaystyle \operatorname {co} {(P)}} et son enveloppe convexe fermée par {\displaystyle {\overline {\operatorname {co} }}{(P)}}.

### Propriétés du polaire
On peut voir {\displaystyle P^{\circ }} comme une intersection de demi-espaces fermés de {\displaystyle E}, contenant l'origine :
Ceci conduit à la première propriété ci-dessous.
Propriétés du polaire — Soient {\displaystyle E} un espace euclidien, {\displaystyle P}, {\displaystyle P_{1}} et {\displaystyle P_{2}} des parties de {\displaystyle E}, {\displaystyle (P_{i})_{i\in I}} une famille non vide de parties de {\displaystyle E}. Alors :
- {\displaystyle P^{\circ }} est un convexe fermé contenant l'origine ;
- {\displaystyle P_{1}\subset P_{2}~\Longrightarrow ~P_{1}^{\circ }\supset P_{2}^{\circ }} et plus précisément : {\displaystyle (\cup _{i\in I}P_{i})^{\circ }=\cap _{i\in I}P_{i}^{\circ }} ;
- si {\displaystyle \alpha \neq 0}, alors {\displaystyle (\alpha P)^{\circ }=(1/\alpha )\,P^{\circ }} ;
- {\displaystyle {\big [}{{\overline {\operatorname {co} }}{(P\cup \{0\})}}{\big ]}^{\circ }=P^{\circ }} ;
- {\displaystyle P^{\circ }=P} si, et seulement si, {\displaystyle P} est la boule unité fermée de {\displaystyle E}.

On peut aussi écrire {\displaystyle P^{\circ }} comme suit :
où {\displaystyle {\mathcal {I}}_{P}^{*}} désigne la conjuguée de la fonction indicatrice {\displaystyle {\mathcal {I}}_{P}} de l'ensemble {\displaystyle P}.

### Propriétés du bipolaire
Soit {\displaystyle P} une partie d'un espace euclidien. Alors, {\displaystyle P^{\circ \circ }={\overline {\operatorname {co} }}(P\cup \{0\})}.
Par conséquent, {\displaystyle P^{\circ \circ }=P} si, et seulement si, {\displaystyle P} est un convexe fermé contenant l'origine.

### Bornitude
Il n'y a pas d'équivalence entre la bornitude de {\displaystyle P} et celle de {\displaystyle P^{\circ }}. Par exemple, si {\displaystyle P=\operatorname {conv} \{0,e_{1}+e_{2},e_{1}-e_{2}\}}, qui est borné dans {\displaystyle \mathbb {R} ^{2}}, {\displaystyle P^{\circ }=\{y\in \mathbb {R} ^{2}\mid y_{1}+y_{2}\leqslant 1}, {\displaystyle y_{1}-y_{2}\leqslant 1\}} n'est pas borné. En réalité, comme le montre le résultat suivant, la bornitude de {\displaystyle P} est équivalente au fait que {\displaystyle P^{\circ }} contient une petite boule centrée en zéro.
Bornitude — Soit {\displaystyle P} une partie de {\displaystyle E} contenant {\displaystyle 0} et soit {\displaystyle \alpha >0}. Alors
La réciproque de la dernière implication a lieu si {\displaystyle P} est convexe.
La réciproque de la dernière implication n'est pas nécessairement vérifiée si {\displaystyle P} n'est pas convexe. Par exemple, si {\displaystyle P=([-1,1]\times \{0\})\cup (\{0\}\times [-1,1])}, {\displaystyle P^{\circ }=[-1,1]^{2}} est borné, alors que {\displaystyle P} ne contient pas de boule.

## Exemple
Polaire d'un polyèdre — Si {\displaystyle P} est un polyèdre d'un espace euclidien, alors {\displaystyle P^{\circ }} est un polyèdre convexe.
En effet, puisque {\displaystyle P} a même polaire que {\displaystyle \operatorname {co} {(P\cup \{0\})}}, on peut toujours se ramener au cas où ce polyèdre {\displaystyle P} est convexe et contient {\displaystyle 0}.
Puisque {\displaystyle P} est alors un polyèdre convexe, son indicatrice {\displaystyle {\mathcal {I}}_{P}} est une fonction convexe polyédrique, donc la fonction conjuguée {\displaystyle {\mathcal {I}}_{P}^{*}} également, si bien que {\displaystyle P^{\circ }} est polyédrique, comme ensemble de sous-niveau {\displaystyle 1} de {\displaystyle {\mathcal {I}}_{P}^{*}}.
Plus explicitement : {\displaystyle P} (polyèdre convexe contenant {\displaystyle 0}) peut s'écrire sous la forme
où {\displaystyle I\neq \varnothing } et {\displaystyle J} sont des ensembles d'indices disjoints et finis, les points {\displaystyle c_{i}\in E} pour {\displaystyle i\in I}, les directions {\displaystyle d_{j}\in E} pour {\displaystyle j\in J}, et {\displaystyle \operatorname {cone} } désigne l'enveloppe conique (convexe pointée). Le polaire {\displaystyle P^{\circ }} de {\displaystyle P} est le polyèdre convexe